# Широков, Александр Семёнович
Александр Семёнович Широ́ков (р. 1927) — советский хоровой дирижёр. Заслуженный деятель искусств РСФСР (1961).

## Биография
Родился в 1927 году в селе Пахомово (ныне Заокский район, Тульская область). Там он впервые услышал и полюбил русские песни, научился играть на самых разных музыкальных инструментах, проникся красотою родной природы.
С переездом в 1930-х годах с родителями в Москву, занятия музыкой продолжались в кружках художественной самодеятельности. Этого, однако, хватило, чтобы уже в самом конце Великой Отечественной войны молодой музыкант—самоучка был принят в состав оркестра русских народных инструментов ГАРНХ имени М. Е. Пятницкого в качестве исполнителя на домре.
Без отрыва от работы он окончил в 1949 году теоретико-композиторское отделение Музыкального училища при МГК имени П. И. Чайковского, а затем по тому же профилю ГМПИ имени Гнесиных (1959).
За время пребывания в ГАРНХ имени М. Е. Пятницкого (1944—1974) Широков работал исполнителем, вторым дирижёром оркестра, главным хормейстером, руководителем и главным дирижёром оркестра. Им написано много оригинальных сочинений и обработок для оркестра русских народных инструментов и русского народного хора, прочно вошедших в репертуар хора имени Пятницкого и других профессиональных и самодеятельных коллективов.
В 1979 — 1984 годах работал руководителем вокальной группы и дирижёром в ГРНА «Россия» (художественный руководитель Л. Г. Зыкина). В настоящее время является заведующим редакцией народного творчества Всесоюзного издательства «Советский композитор». Член СК СССР (1978).

## Признание
- Государственная премия РСФСР имени М. И. Глинки (1971) — за концертные программы «Ленина помнит земля», «Доброе утро, Россия», «Цвети, Россия»
- заслуженный деятель искусств РСФСР (1961)
- орден «Знак Почёта» (1971)
- орден Дружбы (2003)[1]